# Parcul Național Sagarmatha
Parcul Național Sagarmatha este situat în Nepal. El a luat ființă în anul 1976, fiind declarat de UNESCO în anul 1979 Loc din Patrimoniul Mondial UNESCO. Parcul se întinde pe o suprafață de 1.148 km², cea mai mare parte a lui se află în regiunea himalaiană Khumbu, în apropiere de granița cu Regiunea autonomă Tibet. Parcul a fost denumit după numele nepalez al lui Mount Everest (सगरमाथा, Sagar) și înseamnă „Fruntea cerului”. Regiunea parcului este presărată cu văi abrupte și piscuri semețe ca Everest, Lhotse și Cho Oyu, acoperite tot timpul anului cu ghețari. Parcul are o floră și faună aparte, locuitorii regiunii sunt șerpașii, ei fiind de religie budistă. La est parcul se învecinează cu Parcul Național Makalu-Barun care ocupă o suprafață de 2.330 km². Clima regiunii parcului este o climă tipică regiunilor situate la est de Himalaya, unde ploile aduse de musoni durează din iunie până în septembrie. Timpul devine mai cald în lunile de vară, în rest domină înghețul. Numai 69 % din regiune este folosit ca teren agricol. Peste altitudinea de 6.000 m deasupra n.m. ocupă 28 % pășunile alpine și terenurile unde se cultivă cartoful și numai 3 % din suprafață este ocupată de păduri. În parc trăiesc animale ca leopardul de zăpadă, lupul, ursul și rozătoare alpine. Pe lacurile mici alpine se pot întâlni păsări călătoare acvatice. Din punct de vedere economic regiunea este dependentă de turism, care este venitul principal al locuitorilor.